# Nonato (football, 1998)
Gustavo Nonato Santana dit Nonato, né le 3 mars 1998 à São Paulo au Brésil, est un footballeur brésilien qui évolue au poste de milieu central au Fluminense FC.

## Biographie

### São Caetano
Natif de São Paulo au Brésil, Nonato est formé par le São Caetano. Il fait ses débuts en professionnel en 2016.

### SC Internacional
En 2018 il rejoint le SC Internacional. Il fait ses débuts en équipe première avec son nouveau club en Copa Libertadores le 14 mars 2019 face à l'Alianza Lima contre qui son équipe s'impose sur le score de deux buts à zéro. Il joue son premier match dans le Brasileirão (Serie A) le 28 avril 2019, lors de la défaite face à Chapecoense sur le score de 2-0. Nonato s'impose comme un joueur régulier de l'équipe première lors de sa première saison.
Il rejoint définitivement le club en septembre 2019, s'engageant jusqu'en 2023.

### Ludogorets Razgrad
Le 2 septembre 2022, Nonato rejoint la Bulgarie afin de s'engager en faveur du Ludogorets Razgrad. Il signe un contrat courant jusqu'en juin 2026.

### Santos FC
Le 4 août 2023, Nonato fait son retour au Brésil en s'engageant en faveur du Santos FC sous la forme d'un prêt.
Le 25 janvier 2024, Nonato s'engage définitivement avec le Santos FC. Il signe un contrat de trois ans, soit jusqu'en décembre 2026.